# Lissemysia ocellata
Lissemysia ocellata är en plattmaskart som beskrevs av Ramachandrula och Agarwal 1984. Lissemysia ocellata ingår i släktet Lissemysia och familjen Aspidogastridae. Inga underarter finns listade i Catalogue of Life.